# Somatochlora filosa
Somatochlora filosa är en trollsländeart som först beskrevs av Hagen 1861.  Somatochlora filosa ingår i släktet glanstrollsländor, och familjen skimmertrollsländor. Inga underarter finns listade i Catalogue of Life.

## Bildgalleri

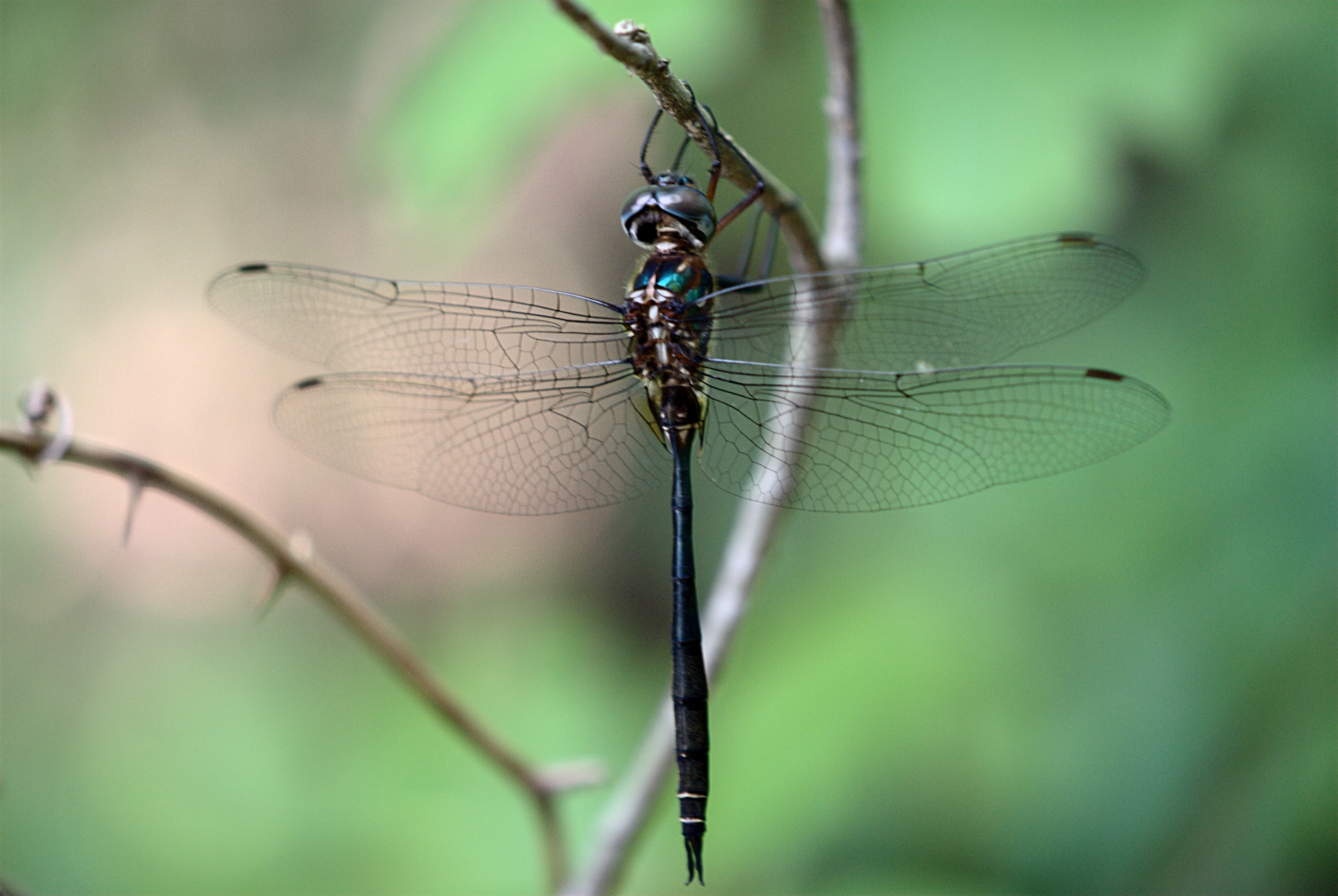